# Tortilla (pan)

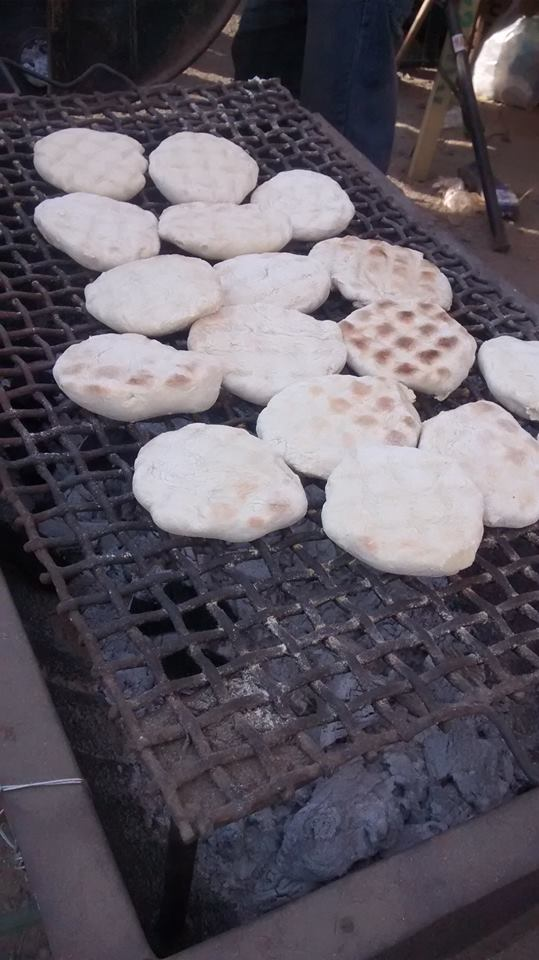
Tortillas en cocción en brasas

La tortilla es un pan sin levadura cocido al rescoldo muy popular en Argentina, Bolivia, Chile y Uruguay, sobre todo en las zonas rurales. En Catamarca, la de salvado, fuera de la sal, lleva chicharrón molido y grasa; la de harina, sal y grasa suficiente, pudiendo ser humedecida la harina con huevo batido. Se fríe en grasa o se asa en la parrilla o al rescoldo.